# Fekete retek
A fekete retek (Raphanus sativus L. var. niger) a káposztafélék (Brassicaceae, Cruciferae)
családjába tartozó növény, a retek egy változata. A népi gyógyászatban évszázadok óta ismert mint emésztésjavító, epehajtó, epekőképződés-gátló és féreghajtó. Leírták a fekete retek belek falát tonizáló és perisztaltikát fokozó hatását is.

## Gyógyhatású komponensei
- glükozinolátok,
- izotiocianátok,
- illóolajok,
- enzimek,
- enziminhibitorok,
- mikroelemek,
- B- és C-vitaminok,
- flavonoidok

Rafanintartalma miatt baktérium- és gombaölő hatású. A fekete retek glükozinolátjai mirozináz enzim hatására izotiocianátokká alakulnak.

## Külső hivatkozások
- Házipatika (Hozzáférés:2013-04-22)
- Bálintcseppek (Hozzáférés:2013-04-22)
- A glükozinolátokról (Hozzáférés:2013-04-22)